# Choniakiw
Choniakiw – wieś na Ukrainie, w obwodzie chmielnickim, w rejonie sławuckim.

## Literatura
- Bienkowski J. Skarb srebrny z Choniakowa na Wołyniu // Sprawozdania PAU. – 1917. – № 8-9.